# Benito Juárez Montecristo
Benito Juárez Montecristo är en ort i Mexiko.   Den ligger i kommunen Cacahoatán och delstaten Chiapas, i den sydöstra delen av landet, 900 km sydost om huvudstaden Mexico City. Benito Juárez Montecristo ligger 1 408 meter över havet och antalet invånare är 217.
Terrängen runt Benito Juárez Montecristo är bergig åt nordost, men åt sydväst är den kuperad. Runt Benito Juárez Montecristo är det ganska tätbefolkat, med 179 invånare per kvadratkilometer. Närmaste större samhälle är Cacahoatán, 11,5 km söder om Benito Juárez Montecristo. I omgivningarna runt Benito Juárez Montecristo växer i huvudsak städsegrön lövskog.